# Martha Is Dead
Martha Is Dead é um jogo eletrônico de thriller psicológico em primeira pessoa. Foi lançado em  de 24 de fevereiro de 2022, sendo desenvolvido pelo estúdio italiano LKA e publicado pela Wired Productions. Foi lançado para Microsoft Windows, PlayStation 4, PlayStation 5, Xbox One, Xbox Series X/S e Amazon Luna.
O jogo é um simulador de caminhada no qual o jogador progride por experiências na história. É dirigido por narrativas; não há inimigos para derrotar ou pontos de experiência para ganhar. Elementos de terror, elementos sobrenaturais, gore e jumpscares podem ser esperados ao longo do jogo. Martha Is Dead recebe críticas mistas sobre como lida com doenças mentais, pois aborda assuntos como abuso, violência, trauma, manipulação e transtorno dissociativo de identidade.

## Enredo
Em uma aldeia fictícia na Toscana durante os últimos anos da Segunda Guerra Mundial, as irmãs gêmeas Martha e Giulia passam a infância na casa de sua babá. Martha é surda desde o nascimento e sua mãe, Irene, culpa Giulia por infligir um trauma contundente à irmã enquanto ela ainda estava no útero. A história da Dama de Branco acompanha Giulia desde a infância, pois sua babá contava a história todas as noites. Giulia sempre foi estranhamente fascinada pela história da Dama Branca, um espírito vingativo de uma senhora cujo namorado a mata por ciúmes.
Giulia pede a Martha que a acompanhe até um lago na floresta perto de sua mansão para tirar algumas fotos um dia. No entanto, Martha nunca aparece e Giulia tem que tirar fotos sozinha. Giulia descobre o cadáver de sua irmã gêmea no lago enquanto ajusta sua câmera. Seus pais encontram Giulia quando ela descobre o corpo, e sua mãe a identifica erroneamente como Martha, levando Giulia a adotar o papel de sua irmã gêmea. O estado mental de Giulia piora nos dias seguintes à morte de sua irmã. Devido a lapsos de memória, ela se esforça para recordar os acontecimentos do dia em que sua irmã morreu.
Giulia descobre o rolo de filme que havia usado momentos antes da tragédia de Martha no lago e descobre algo suspeito sobre a morte de sua irmã — ela rema até a ilha onde a Dama Branca foi enforcada no folclore de sua infância. Após se comunicar com o espírito por meio de cartas de tarô, Giulia recebe a chave da caixa de bugigangas de sua irmã e acorda em sua banheira na mansão. Ela descobre a carta de Martha afirmando que fingiu ser surda depois que Irene abusou dela quando criança. Ela confessa que se sentiu péssima com o favoritismo de sua mãe por ela e aversão por Giulia. Martha também admite que é ela que está grávida — ela mentiu para a mãe que Giulia está grávida de um filho de Lapo. Este homem é um membro dos combatentes rebeldes italianos contra a invasão alemã na Itália. Martha planeja se passar por Giulia e deixar Giulia se tornar vítima da fúria de sua mãe. Giulia se sente traída ao saber da verdade e decide revelar sua verdadeira identidade para a mãe tocando piano no funeral de Martha, o que choca toda a família.
Giulia segue para os mausoléus de sua família para investigar se Martha está grávida. Giulia percebe que Martha estava grávida quando descobre um feto deformado e com duas cabeças no corpo de Marta. Depois que Giulia chega em casa, sua mãe combina com o asilo para levá-la embora, pois sua mãe suspeita que Giulia está delirando e seria perigosa para outras pessoas ao seu redor. Antes de revelar o rolo de filme que leva do enterro, Giulia briga com a mãe pela chave do quarto de sua infância e atira nela sem querer. De repente, uma bomba caiu perto da mansão e cortou a eletricidade. Giulia vai para o quarto, fazendo seu show de marionetes, insinuando que desmembra e enterra o corpo de sua mãe debaixo de uma ponte na floresta, mas rejeita a realidade de suas ações. Depois que a energia elétrica é restaurada, Giulia desenrola o carretel e descobre que foi ela quem matou Martha. Ela é emboscada por soldados da resistência italiana e torturada junto com seu pai assassinado, mas Giulia sobrevive.
No entanto, essa não é a pior parte do delírio de Giulia. Agora sozinha, Giulia retorna à câmara escura e reproduz a confissão de sua mãe, revelando que Martha não existe como irmã gêmea de Giulia. Em vez disso, Giulia é um alter ego de Martha. Ela interpreta seu teatro de marionetes mais uma vez, passando por sua educação difícil. A paternidade abusiva da mãe divide a personalidade de Martha: a quieta e gentil Martha e a irritante e desagradável Giulia.
Atualmente, Giulia contata o padre da aldeia que a convence a ir à igreja, onde a equipe do hospital psiquiátrico finalmente a leva. Giulia se machuca no abrigo, muitas vezes se masturbando a ponto de se machucar fisicamente. Em sua cabeça, Giulia fala de si mesma com seu alter ego, questionando quais eventos são reais ou imaginários. No final da história, Giulia diz que se recuperou e pode deixar o passado para trás.